# Arachnothryx aetheocalymna
Arachnothryx aetheocalymna là một loài thực vật có hoa trong họ Thiến thảo. Loài này được (Donn.Sm.) Borhidi mô tả khoa học đầu tiên năm 1982.